# اورين هاريس
اورين هاريس (بالإنجليزية: Oren Harris)‏ (و. 1903 – 1997 م) هو سياسي، وقاض، ومحام من الولايات المتحدة الأمريكية .